# Campaea haliaria
Campaea haliaria là một loài bướm đêm trong họ Geometridae.